# بط لابرادور
بط لابرادور (الاسم العلمي: Camptorhynchus labradorius)، هو نوع أحادي الطراز منقرض من الطيور ينتمي إلى أسرة البلقشاوات.

## الشكل
رقيق الاجنحة

## اللون
أبيض ، اسود ، مدمج أبيض اسود

## الفصيلة
من فصيل الطيور المائية البط

## الغذاء
يتغذى على الأسماك والحشرات

## مسكنه
يسكن في الساحل الأطلسي لأمريكا الشمالية

## اين عاش اخر الطيور
عاش في جزيرة لونج ايلاند

## تاريخ انقراضه
انقرض عام1857م